# BMX-Rennsport-Weltmeisterschaften 2012
Die BMX-Rennsport-Weltmeisterschaften 2012 fanden am 25. und 26. Mai in Birmingham statt. Schauplatz war die National Indoor Arena, wo für diesen Zweck vorübergehend eine Indoor-BMX-Bahn gebaut worden war. 36 Nationen beteiligten sich an den Wettkämpfen.

## Programm
Parallel zu den Weltmeisterschaften lief vom 23. bis 27. Mai die UCI BMX World Challenge für die Leistungsklassen Challenge und Masters ab. Das BMX-Zeitfahren wurde am 25. Mai ausgetragen, das BMX-Rennen am 26. Mai.

## Ergebnisse

### Frauen Elite
Es gab 52 Fahrerinnen aus 22 Nationen. Im Finale ging Alise Post auf der ersten Geraden in Führung, verlor aber die Kontrolle und stürzte, wobei sie Manon Valentino mitriss; auch Mariana Pajón wurde aufgehalten. Magalie Pottier und Eva Ailloud sorgten für einen französischen Doppelsieg.
| Platz | Name              | Zeit           |
| ----- | ----------------- | -------------- |
| 1     | Magalie Pottier   | 29,646 s       |
| 2     | Eva Ailloud       | + 0,146 s      |
| 3     | Romana Labounková | + 0,796 s      |
| 4     | Arielle Martin    | + 0,804 s      |
| 5     | Mariana Pajón     | + 3,978 s      |
| 6     | Squel Stein       | + 4,847 s      |
| 7     | Manon Valentino   | + 47,268 s     |
| 8     | Alise Post        | + 1:27,463 min |

| Platz | Name                  | Zeit      |
| ----- | --------------------- | --------- |
| 1     | Caroline Buchanan     | 28,942 s  |
| 2     | Shanaze Reade         | + 0,459 s |
| 3     | Eva Ailloud           | + 0,757 s |
| 4     | Laëtitia Le Corguillé | + 0,786 s |
| 5     | Manon Valentino       | + 1,030 s |
| 6     | Alise Post            | + 1,071 s |
| 7     | Brooke Crain          | + 1,080 s |
| 8     | Sarah Walker          | + 1,086 s |

### Männer Elite
Es gab 171 Fahrer aus 35 Nationen. Im Finale startete Sam Willoughby als schnellster Halbfinalist von der Innenbahn und ging vom Start weg in Führung vor Titelverteidiger Joris Daudet und Marc Willers. Letzterer stürzte in der dritten Kurve, als ihm Daudet den Weg abschnitt, mehrere weitere Fahrer fielen über ihn, darunter Māris Štrombergs, der als letzter ins Ziel kam und disqualifiziert wurde; der Grund ist aus dem Rennbericht nicht ersichtlich.
| Platz | Name             | Zeit       |
| ----- | ---------------- | ---------- |
| 1     | Sam Willoughby   | 25,923 s   |
| 2     | Joris Daudet     | + 0,843 s  |
| 3     | Moana Moo-Caille | + 1,548 s  |
| 4     | Anthony Dean     | + 2,355 s  |
| 5     | David Herman     | + 6,928 s  |
| 6     | Donny Robinson   | + 13,494 s |
| 7     | Marc Willers     | + 27,180 s |
| —     | Māris Štrombergs | DSQ        |

| Platz | Name             | Zeit      |
| ----- | ---------------- | --------- |
| 1     | Connor Fields    | 25,806 s  |
| 2     | Liam Phillips    | + 0,372 s |
| 3     | Sylvain André    | + 0,455 s |
| 4     | Māris Štrombergs | + 0,463 s |
| 5     | Quentin Caleyron | + 0,545 s |
| 6     | Sam Willoughby   | + 0,633 s |
| 7     | Mike Day         | + 0,682 s |
| 8     | Brian Kirkham    | + 0,707 s |

### Juniorinnen
Es gab 17 Fahrerinnen aus 11 Nationen.
| Platz | Name               | Zeit      |
| ----- | ------------------ | --------- |
| 1     | Felicia Stancil    | 29,503 s  |
| 2     | Nadja Pries        | + 1,050 s |
| 3     | Danielle George    | + 1,487 s |
| 4     | Simone Christensen | + 1,503 s |
| 5     | Rachel Jones       | + 1,962 s |
| 6     | Camille Maire      | + 3,780 s |
| 7     | Thaynara Chaves    | + 4,345 s |
| 8     | Charlotte Green    | + 4,415 s |

| Platz | Name               | Zeit      |
| ----- | ------------------ | --------- |
| 1     | Felicia Stancil    | 29,850 s  |
| 2     | Nadja Pries        | + 0,556 s |
| 3     | Simone Christensen | + 0,657 s |
| 4     | Danielle George    | + 0,877 s |
| 5     | Rachel Jones       | + 1,467 s |
| 6     | Thaynara Chaves    | + 1,770 s |
| 7     | Charlotte Green    | + 2,776 s |
| 8     | Mélanie Grün       | + 4,109 s |

### Junioren
Es gab 92 Fahrer aus 25 Nationen.
| Platz | Name            | Zeit      |
| ----- | --------------- | --------- |
| 1     | Carlos Ramírez  | 27,511 s  |
| 2     | Maliek Byndloss | + 1,186 s |
| 3     | Léopold Tramier | + 1,873 s |
| 4     | Karl Le Nagard  | + 1,923 s |
| 5     | Trent Jones     | + 2,445 s |
| 6     | David Granado   | + 2,576 s |
| 7     | Julian Schmidt  | + 3,374 s |
| 8     | Jasper Peters   | + 3,900 s |

| Platz | Name             | Zeit      |
| ----- | ---------------- | --------- |
| 1     | Romain Mahieu    | 26,796 s  |
| 2     | Carlos Ramírez   | + 0,291 s |
| 3     | Lain Van Ogle    | + 0,353 s |
| 4     | Amidou Mir       | + 0,686 s |
| 5     | Julian Schmidt   | + 0,733 s |
| 6     | Bodi Turner      | + 0,875 s |
| 7     | Kristaps Vinters | + 0,882 s |
| 8     | Corey Frieswyk   | + 0,907 s |

## Medaillenspiegel
| Platz  | Land               | Gold | Silber | Bronze | Gesamt |
| ------ | ------------------ | ---- | ------ | ------ | ------ |
| 1      | Vereinigte Staaten | 3    | 1      | 2      | 6      |
| 2      | Frankreich         | 2    | 2      | 4      | 8      |
| 3      | Australien         | 2    | 0      | 0      | 2      |
| 4      | Kolumbien          | 1    | 1      | 0      | 2      |
| 5      | Deutschland        | 0    | 2      | 0      | 2      |
| 5      | Großbritannien     | 0    | 2      | 0      | 2      |
| 7      | Dänemark           | 0    | 0      | 1      | 1      |
| 7      | Tschechien         | 0    | 0      | 1      | 1      |
| Gesamt | Gesamt             | 8    | 8      | 8      | 24     |